# Mongólia nos Jogos Olímpicos de Verão de 1964
A Mongólia competiu nos Jogos Olímpicos pela primeira vez nos Jogos Olímpicos de Verão de 1964 em Tóquio, Japão.

## Resultados por Evento

### Ciclismo
Estrada Individual masculino
- Luvsangiin Buudai (Лувсангийн Буудай) — 4:39:51.79 (→ 82º lugar)
- Choijiljavyn Samand (Чойжилжавын Саманд) — não terminou (→ sem classificação)
- Erkhemjantsyn Luvsan (Эрхэмжамцын Лувсан) — não terminou (→ sem classificação)